# Lauren Bacall
Lauren Bacall, rođena kao Betty Joan Perske (Bronx, New York City, 16. rujna 1924. – New York, 12. kolovoza 2014.) bila je američka filmska i kazališna glumica i manekenka, poznata po svojem izraženom duboku glasu i prodornim pogledima.
Kao glavna glumica, prvi je uspjeh stekla u žanru film noira, uključujući filmove Duboki san (1946.) i Mračni prolaz (1947.), ali i u komedijama Kako se udati za milijunaša (1953.) i Kreatorica (1957.). Nastupala je također i u broadwayskim mjuziklima, te je za uloge u predstavama Pljesak 1970. i Žena godine  1981., osvojila nagradu Tony. Njen nastup u filmu Ogledalo ima dva lica (1996.) donio joj je Zlatni globus i nominaciju za Oscara.
Godine 1999., kao jedna od 25 glumica, uvrštena je na popis AFI's 100 Years...100 Stars Američkog filmskog instituta, dok joj je 2009., na prvom izdanju ceremonije Governors Awards, dodijeljen Oscar za životno djelo Američke filmske akademije.

## Mladost
Rođena u New York Cityju, Lauren Bacall je bila jedino dijete Natalie Weinstein-Bacal, tajnice koja je svoje prezime kasnije promijenila u Bacall, i Williama Perskea, koji je radio u prodaji. Njeni su roditelji bili židovski imigranti, podrijetlom iz Poljske, Rumunjske i Njemačke. Prva je sestrična Shimona Peresa, aktualnog predsjednika i bivšeg premijera Izraela. Njeni su se roditelji rastavili kada je imala pet godina, te je uzela majčino prezime. Svog oca nije više vidjela, dok se čvrsto vezala uz majku koju je, kada je postala filmska zvijezda, povela sa sobom u Kaliforniju.

## Karijera
Pohađala je Američku akademiju dramskih umjetnosti. U to doba, radila je kao portir u kazalištu i manekenka. Kao Betty Bacall, u dobi od 17 godina ostvarila je svoj glumački debi na Broadwayu, statirajući u predstavi Johnny 2 X 4. Prema njenoj autobiografiji, tada je srela svog idola, glumicu Bette Davis. Nakon više godina, Davis je Lauren Bacall posjetila iza pozornice da joj čestita na nastupu u mjuziklu Pljesak, temeljenom na Davisinoj ulozi u filmu Sve o Evi.
Dok je povremeno radila kao manekenka, žena Howarda Hawksa, Nancy, primijetila ju je na naslovnici časopisa Harper's Bazaar (broj 3/1943), i nagovorila Hawksa da s njom napravi probno snimanje za film Imati i nemati. Hawks ju je pozvao u Hollywood na audiciju, stavio pod sedmogodišnji ugovor s početnom plaćom od 100 dolara tjedno, i započeo upravljati njenom karijerom. Promijenio joj je ime u Lauren Bacall, dok ju je Nancy Hawks primila pod svoje okrilje,  kreirala joj stil i imidž i uputila u eleganciju i manire. Njen glas je bio izvježban da bude što dublji, što je rezultiralo jednim od najosebujnijih glasova u Hollywoodu. U filmu, Bacall je preuzela Nancyin nadimak “Slim”.

### Uspjeh
Tijekom probnih snimanja za Imati i nemati, bila je nervozna. Da bi prikrila drhtanje, sputila je bradu na prsa i pogledala u kameru, s pogledom prema gore. Poza je postala poznata kao "The Look", njen zaštitni znak. Na snimanju filma, Humphrey Bogart, tada u braku s Mayo Methot, započeo nakon nekoliko tjedana s njom vezu, te su se uskoro počeli viđati.
Prilikom posjete National Press Club-u u Washingtonu 10. veljače 1945., njen agent za tisak, šef propagande Warner Brosa. Charlie Enfield, zamolio je 20-godišnju Bacall da sjedne na klavir kojeg je svirao potpredsjenik Harry S. Truman. Fotografije su izazvale kontroverze i bile objavljene na naslovnicama širom svijeta.
Nakon Imati i nemati, nastupila je zajedno s Charlesom Boyerom u špijunskom filmu Confidential Agent (1945.), koji je doživio veliki neuspjeh kod kritike. Bacall je u svojoj autobiografiji izjavila da se njena karijera nikada nije u potpunosti oporavila nakon tog filma, te da se šef studija Jack Warner nije brinuo za kvalitetu. Potom je zajedno s Bogartom glumila u noiru Duboki san (1946.), trileru Mračni prolaz (1947.) i tjeskobnoj drami Otok Largo (1948.) Johna Hustona. Također, glumila je i s Garyjem Cooperom u povijesnoj drami Bright Leaf (1950.).

### 1950-e
U to je doba odbijala uloge koje nije smatrala zanimljivima te je stekla reputaciju svojeglave osobe. Ipak, za glavne uloge ostvarene u nizu filmova dobila je pozitivne kritike. U drami Young Man with a Horn (1950.), zajedno s Doris Day i Kirkom Douglasom, glumila je dvoličnu femme fatale s jasnim aluzijama na lezbijstvo. Taj se film često smatra prvi visokobudžetnim filmom o jazzu.
Bila je jedna od glavnih glumica u CinemaScope komediji Kako se udati za milijunaša (1953.), velikom hitu u kojem je nastupila zajedno s Marilyn Monroe i Betty Grable, te je za svoju interpretaciju dosjetljive sponzoruše Schatze Page, dobila pozitivne recenzije. Prema njenoj autobiografiji, prije Los Angeleske premijere filma, odbila je ostaviti svoje otiske ruku i stopala u svježem betonu ispred Grauman's Chinese Theatre-a.
Drama Written on the Wind, u režiji Douglasa Sirka (1956.), danas se smatra klasičnim srcedrapateljskim filmom. Zajedno s Rockom Hudsonom, Dorothy Malone i Robertom Stackom, nastupila je u ulozi odlučne žene. Kasnije je izjavila nije mnogo razmišljala o ulozi. Dok se Bogart borio protiv teške bolesti, Bacall je zajedno s Gregoryjem Peckom glumila u screwball komediji Kreatorica, za koju je dobila sjajne recenzije. Film u režiji Vincentea Minnellija, premijerno je prikazan u New Yorku 16. svibnja 1957., četiri mjeseca nakon što je 14. siječnja umro Humphrey Bogart.

### 1960-e i 1970-e
Njena filmska karijera 1960-ih skoro je potpuno zamrla, te je glumila u samo nekoliko filmova. Na Broadwayu, nastupila je u predstavama Goodbye, Charlie (1959.), Cactus Flower (1965.), Pljesak (1970.) i Žena godine (1981.), te je za posljednje dvije nagrađena Tonyjem. Rijetki filmovi koje je to doba snimila bili su hitovi s brojnim filmskim zvijezdama, kao Sex and the Single Girl (1964.) s Henryjem Fondom, Tonyjem Curtisom i Natalie Wood, Harper (1966.) s Paulom Newmanom, Shelley Winters, Julie Harris, Robertom Wagnerom i Janet Leigh, i Murder on the Orient Express (1974.), s Ingrid Bergman, Albertom Finneyem i Seanom Conneryjem. Godine 1964., nastupila je u dvije hvaljene epizode Craig Stevensove CBS drame, Mr. Broadway: "Take a Walk Through a Cemetery", s tadašnjim mužem Jasonom Robardsom i Jill St. John, i "Something to Sing About", s Martinom Balsamom i Nateom Bannermanom.
Za svoj rad u čikaškoj kazališnoj sceni (Chicago theatre), nagrađena je s Sarah Siddons Award 1972. i 1984. Godine 1976., glumila je zajedno s Johnom Wayneom i njegovom posljednjem filmu The Shootist. Unatoč znatnim razlikama u političkim pogledima, postali su prijatelji. Zajedno su glumili već 1955. u filmu Blood Alley.

### Kasnija karijera
Tijekom 1980-ih i 1990-ih, nastupila je u neuspješnom trileru The Fan (1981.), i u nekoliko filmova s više filmskih zvijezda, kao Zdravlje (1980.) Roberta Altmana, Appointment with Death (1988.) Michaela Winnera i Misery (1990.) Roba Reinera. Godine 1997., za ulogu u filmu Ogledalo ima dva lica (1996.), nominirana je za Oscara za najbolju sporednu glumicu, njena prva nominacija za Oscara nakon više od 50 godina karijere. Za tu je ulogu već bila osvojila Zlatni globus, ali unatoč očekivanjima Oscar je otišao Juliette Binoche za ulogu u  Engleskom pacijentu.
Godine 1997., primila je nagradu Kennedy Center Honor, dok ju je 1999. Američki filmski institut odabrao kao jednu od 25 najznačajnijih ženskih filmskih zvijezda u povijesti. Od tada, njena je karijera doživjela novi uzlet, te je dobila pozitivne recenzije za nastupe u velikim projektima kao Dogville (2003.) i Birth (2004.), oba zajedno s Nicole Kidman. Glumila je i jednu od glavnih uloga u filmu The Walker (2007.) Paula Schradera.
Godine 2006., Bacall je na 78. dodjeli Oscara predstavila montirani prilog o film noiru. Također, 2006. se pojavila u vlastitoj ulozi u Obitelji Soprano, u epizodi "Luxury Lounge" u kojoj ju maskirani Christopher Moltisanti izudara i pokrade. 
Rujna 2006., Katharine Houghton Hepburn Center Bryn Mawr College-a, prvoj joj je dodijelio nagradu Katharine Hepburn Medal, koja odaje priznanje "ženama čiji su životi, rad i doprinosi utjelovili inteligenciju, energiju i nezavisnost četverostruke Oscarovke". Održala je govor na komemoraciji Arthuru M. Schlesingeru, Jr. u Reform Clubu u Londonu lipnja 2007. 
Lauren Bacall je bila glasnogovornica trgovačkog lanca Tuesday Morning, s nastupima u tv reklamama. Zajedno s kompanijom Weinman Brothers, trenutno radi na kolekciji nakita.
Američka filmska akademija (Academy of Motion Picture Arts and Sciences, AMPAS), na prvom izdanju Governors Awards-a 14. studenoga 2009., dodijelila joj je počasnog Oscara.

## Osobni život
21. svibnja 1945., udala se za Humphreya Bogarta. Vjenčali su se, i kasnije proveli medeni mjesec na Malabar Farm, u Lucasu, Ohio, seoskom imanju pisca Louisa Bromfielda, Bogartovog bliskog prijatelja. Bacall je imala 20, a Bogart 45 godina, te su ostali u braku do njegove smrti 1957. Bogart ju je obično zvao "Baby", čak i u razgovoru s drugim ljudima. Za vrijeme snimanja Afričke kraljice (1951.), Bacall i Bogart postali su prijatelji s glavnom glumicom Katharine Hepburn i njenim partnerom Spencerom Tracyjem. Bacall je također počela sklapati prijateljstva u ne-filmskim krugovima, kao s povjesničarom Arthurom Schlesingerom, Jr., i novinarom Alistairom Cookeom. 
Ubrzo nakon Bogartove smrti 1957., bila je u vezi s glumcem i pjevačem Frankom Sinatrom. U intervjuu Robertu Osborneu s Turner Classic Moviesa (TCM), rekla da je ona prekinula vezu. Ipak, u svojoj autobiografiji, napisala je da je Sinatra naglo prekinuo odnos, ljut jer su mediji saznali da ju je zaprosio (Bacall i njen prijatelj Swifty Lazar naišli su na trač-kolumnisticu Louellu Parsons kojoj se Lazar bio izlanuo).  
Bila je udata za glumca Jasona Robardsa od 1961. do 1969. Prema njenoj autobiografiji, od Robardsa se razvela uglavnom radi njegovog alkoholizma. Bila je u vezi i s Lenom Cariouom, njenim partnerom u mjuziklu Applause.
Ima dvoje djece s Bogartom i jedno s Robardsom. Njena su djeca sin Stephen Humphrey Bogart (rođen 6. siječnja 1949.), producent vijesti, autor dokumentaraca i pisac, kćer Leslie Bogart (rođena 23. kolovoza 1952.), instruktorica joge, i Sam Robards (rođen 16. prosinca 1961.), glumac.
Napisala je dvije autobiografije, Lauren Bacall By Myself (1978.) i Now (1994.). 2005., prva je knjiga dopunjena poglavljem "By Myself and Then Some".

### Politički stavovi
Bacall je zakleti liberalni demokrat, te je u brojnim prigodama objavila svoje političke stavove. S drugim hollywoodskim ličnostima, bila je nepokolebljivi protivnik Makartizma.
Zajedno s Humphreyem Bogartom, pojavila se na fotografiji u članku naslovljenom "Nisam komunist", objavljenom u svibanjskom izdanju magazina Photoplay, Članak je napisao Humphrey Bogart da bi umanjio negativni publicitet njegovog svjedočenja pred Odborom za ne-američke aktivnosti. Bogart i Bacall, posebno su se distancirali od holivudske crne liste, te su izjavili "Mi smo za Komunizam koliko i J. Edgar Hoover." Listopada 1947., Bacall i Bogart otputovali su zajedno s drugim hollywoodskim zvijezdama u Washington, DC, u grupi koja se je nazivala "Odbor za prvi amandman".
Godine 1952., sudjelovala je u predsjedničkoj kampanji demokratskog kandidata Adlaia Stevensona, i 1964. u kampanji Roberta Kennedyja za senat.
U intervjuu Larryju Kingu 2005., sebe je opisala kao "anti-Republikanku... liberala. Rekla je da je "biti liberal najbolja stvar na svijetu koju možete biti. Kada ste liberal, svi su vam dobrodošli. Nemate ograničeni um."

## Dramatizacije

### Film i literatura
- Godine 1980., Kathryn Harrold glumila je Lauren Bacall u TV filmu Bogie u režiji Vincenta Shermana (Bogarta je glumio Kevin O'Connor). Temeljen na romanu Joea Hymansa, film se fokusira na raspad Bogartovog braka s Mayo Methot (glumi ju Ann Wedgeworth), kada je Bogart sreo Bacall i s njom započeo vezu.

### U glazbi
- Bacall se spominje u tekstovima pjesama: "Rainbow High", iz mjuzikla "Evita" Andrewa Lloyda Webbera i Tima Ricea, "Car Jamming", punk grupe The Clash, "Key Largo" od Bertie Higgins, "Freeze Tag" od Suzanne Vega, "Mersey" grupe Pavlov's Dog, "Vogue" od Madonne, i "Captain Crash & The Beauty Queen From Mars" Bon Jovija.

## Filmografija
| Godina | Naslov                                               | Uloga                        | Napomene |
| ------ | ---------------------------------------------------- | ---------------------------- | --- |
| 1944.  | Imati i nemati                                       | Marie 'Slim' Browning        | |
| 1945.  | Confidential Agent                                   | Rose Cullen                  | |
| 1946.  | Duboki san                                           | Vivian Sternwood Rutledge    | |
| 1946.  | Two Guys from Milwaukee                              |                              | nepotpisani cameo |
| 1947   | Mračni prolaz                                        | Irene Jansen                 | |
| 1948.  | Otok Largo                                           | Nora Temple                  | |
| 1950.  | Young Man with a Horn                                | Amy North                    | |
| 1950.  | Bright Leaf                                          | Sonia Kovac                  | |
| 1953.  | Kako se udati za milijunaša                          | Schatze Page                 | |
| 1954.  | Woman's World                                        | Elizabeth Burns              | |
| 1955.  | The Cobweb                                           | Meg Faversen Rinehart        | |
| 1955.  | Blood Alley                                          | Cathy Grainger               | |
| 1956.  | Patterns                                             | dama u foajeu kraj liftova   | nepotpisana |
| 1956.  | Written on the Wind                                  | Lucy Moore Hadley            | |
| 1957.  | Kreatorica                                           | Marilla Brown Hagen          | Golden Laurel Award za najbolju žensku izvedbu u komediji (treće mjesto) |
| 1958.  | The Gift of Love                                     | Julie Beck                   | |
| 1959.  | North West Frontier                                  | Catherine Wyatt              | |
| 1964.  | Shock Treatment                                      | Dr. Edwina Beighley          | |
| 1964.  | Sex and the Single Girl                              | Sylvia Broderick             | |
| 1966.  | Harper                                               | Elaine Sampson               | |
| 1974.  | Murder on the Orient Express                         | Mrs. Harriet Belinda Hubbard | |
| 1976.  | The Shootist                                         | Bond Rogers                  | nominirana—nagrada BAFTA za najbolju glumicu u glavnoj ulozi |
| 1978.  | Perfect Gentleman                                    | Mrs. Lizzie Martin           | |
| 1980.  | Health                                               | Esther Brill                 | |
| 1981.  | The Fan                                              | Sally Ross                   | |
| 1988.  | Appointment with Death                               | Lady Westholme               | |
| 1988.  | Mr. North                                            | Mrs. Cranston                | |
| 1989.  | John Huston: The Man, the Movies, the Maverick       |                              | dokumentarac |
| 1989.  | The Tree of Hands                                    | Marsha Archdale              | |
| 1989.  | Dinner at Eight                                      | Carlotta Vance               | |
| 1990.  | Misery                                               | Marcia Sindell               | |
| 1991.  | A Star for Two                                       |                              | |
| 1991.  | All I Want for Christmas                             | Lillian Brooks               | |
| 1993.  | The Portrait                                         | Fanny Church                 | |
| 1993.  | The Parallax Garden                                  |                              | |
| 1993.  | A Foreign Field                                      | Lisa                         | |
| 1994.  | Prêt-à-Porter                                        | Slim Chrysler                | National Board of Review Award for Best Cast |
| 1995.  | From the Mixed-Up Files of Mrs. Basil E. Frankweiler | Mrs. Basil E. Frankweiler    | |
| 1996.  | Ogledalo ima dva lica                                | Hannah Morgan                | Zlatni globus za najbolju sporednu glumicu Nagrada udruženja filmskih kritičara San Diega za najbolju sporednu glumicu Nagrada udruženja filmskih glumaca za najbolju glumicu u sporednoj ulozi nominirana—Oscar na najbolju sporednu glumicu nominirana—nagrada BAFTA za najbolju glumicu u sporednoj ulozi nominirana—nagrada Satellite za najbolju glumicu u sporednoj ulozi |
| 1996.  | My Fellow Americans                                  | Margaret Kramer              | |
| 1997.  | Day and Night                                        | Sonia                        | |
| 1999.  | Get Bruce                                            |                              | dokumentarac |
| 1999.  | Too Rich: The Secret Life of Doris Duke              | Doris Duke (starija)         | |
| 1999.  | Madeline: Lost in Paris                              | Madame Lacroque              | glas |
| 1999.  | The Venice Project                                   | grofica Camilla Volta        | |
| 1999.  | Presence of Mind                                     | Mado Remei                   | |
| 1999.  | Diamonds                                             | Sin-Dee                      | |
| 1999.  | A Conversation with Gregory Peck                     |                              | dokumentarac |
| 2003.  | The Limit (aka. Gone Dark)                           | May Markham                  | |
| 2003.  | Dogville                                             | Ma Ginger                    | |
| 2004.  | Pokretni dvorac                                      | Vještica pustoši             | glas |
| 2004.  | Birth                                                | Eleanor                      | |
| 2005.  | Manderlay                                            | Mam                          | |
| 2006.  | These Foolish Things                                 | Dame Lydia                   | |
| 2007.  | The Walker                                           | Natalie Van Miter            | |
| 2008.  | Eve                                                  | Grandma                      | |
| 2008.  | Scooby-Doo and the Goblin King                       | The Grand Witch              | glas |
| 2009.  | Wide Blue Yonder                                     | May                          | post-produkcija |
| 2010.  | Firedog                                              | Posche                       | glas |
| 2010.  | Carmel                                               |                              | post-produkcija |

### Kratki filmovi
- 1955 Motion Picture Theatre Celebration (1955.)
- Amália Traída (Amália Betrayed) (2004.)

### Odabrani scenski nastupi
- January Two by Four (1942.)
- Goodbye Charlie (1959).
- Cactus Flower (1965.)
- Pljesak (1970.)
- V.I.P. Night on Broadway (1979.) (dobrotvorni koncert)
- Žena godine (1981.)
- Angela Lansbury: A Celebration (1996.) (dobrotvorni koncert)
- Waiting in the Wings (1999.)

### Televizija
- What's My Line (1953.)
- Okamenjena šuma u sklopu Producers' Showcase (1956.)
- Ford Star Jubilee (1956., 1 epizoda)
- Applause (1973.)
- Perfect Gentlemen (1978.)
- Lions, Tigers, Monkeys and Dogs (Rockford Files) (1979.)
- Dinner at Eight (1989.)
- A Little Piece of Sunshine (1990.)
- The Portrait (1993.)
- The Parallax Garden (1993.)
- It's All in the Game (Columbo) (1993.)
- From the Mixed-Up Files of Mrs. Basil E. Frankweiler (1995.)
- 6th PBS ident (1996.) kao najavljivačica
- 7th PBS ident (1998.) kao najavljivačica
- Obitelj Soprano (2006.)
- Wonder Pets (2009.) kao gostujući glas[21]

### Knjige
- By Myself (1978.)
- Now (1994.)
- By Myself and Then Some (2005.)

## Nagrade i nominacije
- 1970. Tony Award za najbolju glavnu glumicu u mjuziklu - Applause
- 1972. Nagrada Sarah Siddons
- 1980. National Book Award za najbolju publicističku knjigu – By Myself
- 1981. Tony Award za najbolju glavnu glumicu u mjuziklu - Woman of the Year
- 1984. Nagrada Sarah Siddons
- 1990. Nagrada George Eastman (dodijelio muzej George Eastman House)[22]
- 1992. Premio Donostia (počasna nagrada)
- 1993. Zlatni globus Cecil B. DeMille Award
- 1997. Nagrada udruženja filmskih glumaca za najbolju glumicu u sporednoj ulozi - Ogledalo ima dva lica
- 1997. Zlatni globus za najbolju sporednu glumicu – Ogledalo ima dva lica
- 1997. Kennedy Center Honors
- 2000. Nagrada za životno djelo Stockholmskog filmskog festivala
- 2007. Nagrada za životno djelo Norveškog međunarodnog filmskog festivala
- 2008. Bette Davis Medal of Honor (dodijelila fondacija Bette Davis)[23]
- 2009. Oscar za životno djelo

Nominacije
- 1977. BAFTA za najbolju glumicu u glavnoj ulozi – The Shootist
- 1997. BAFTA za najbolju glumicu u sporednoj ulozi -  Ogledalo ima dva lica
- 1997. Oscar na najbolju sporednu glumicu – Ogledalo ima dva lica

Lauren Bacall ima svojju zvijezdu na Hollywood Walk of Fame kod broja 1724 Vine Street.

## Vanjske poveznice
- Lauren Bacall u internetskoj bazi filmova IMDb-u (engl.)
- Lauren Bacall - TCM Movie Database
- Lauren Bacall - Internet Broadway Database   Arhivirana inačica izvorne stranice od 9. prosinca 2010. (Wayback Machine)
- Lauren Bacall - Allmovie